# KUKA (langage de programmation)
Le langage de programmation pour robot KUKA, également connu sous le nom de KRL, est un langage de programmation propriétaire similaire à Pascal. Il est utilisé pour programmer les robots industriels Kuka .  

## Structure du langage
Tous les programmes KRL se composent de deux fichiers différents portant le même nom : un fichier de données permanent, avec l'extension .dat, et un fichier de commande de mouvement, avec l'extension .src. 
Le langage de programmation KUKA a quatre types de données de base: 
| Type de données | Mot-clé | Sens                       | Gamme de valeurs                                 |
| --------------- | ------- | -------------------------- | ------------------------------------------------ |
| Entier          | INT     | Entier                     | {\displaystyle {-2}^{31}-1...2^{31}-1}           |
| Réel            | REALL   | Nombre à virgule flottante | {\displaystyle \pm {1.1}^{-38}...\pm {3.4}^{38}} |
| Booléen         | BOOL    | État logique               | VRAI, FAUX                                       |
| Caractère       | CHAR    | Caractère                  | Caractère ASCII                                  |

On peut également créer des types de données personnalisés à l'aide d'énumérations.
L'énumération et les types de données de base peuvent être utilisés pour créer des tableaux et des structures.
Les commandes de mouvement utilisent plusieurs types de formats de données:
FRAME {X 10, Y 0, Z 500, A 0, B 0, C 0}
POS {X 10, Y 0, Z 500, A 0, B 0, C 0, S 6, T 21}
E3POS {X 10, Y 0, Z 500, A 0, B 0, C 0, S 6, T 21, E1 0, E2 0, E3 0}
E6POS {X 10, Y 0, Z 500, A 0, B 0, C 0, S 6, T 21, E1 0, E2 0, E3 0, E4 0, E5 0, E6 0}
AXE {A1 0, A2 -90, A3 90, A4 0, A5 0, A6 0}
etc.
Les articulations du robot sont identifiées par les paramètres A1 à A6 et les joints d'axe externes par les paramètres E1 à E6.
Les valeurs de la commande FRAME sont suffisantes pour fixer l'emplacement et l'orientation du point central de l'outil (TCP en anglais pour Tool Central Point) mais pour fixer la pose unique du bras du robot, on doit ajouter les paramètres Status (S) et Turn (T).
Ces paramètres sont stockés sous forme d'entiers.

## Sources
- Johannes Braumann et Sigrid Brell-Cokcan, Parametric Robot Control. Integrated CAD/CAM for architectural design, www.robotsinarchitecture.org, 2011 (lire en ligne)
- Modèle:Lien arxiv